# St. Sebastian (Eppertshausen)

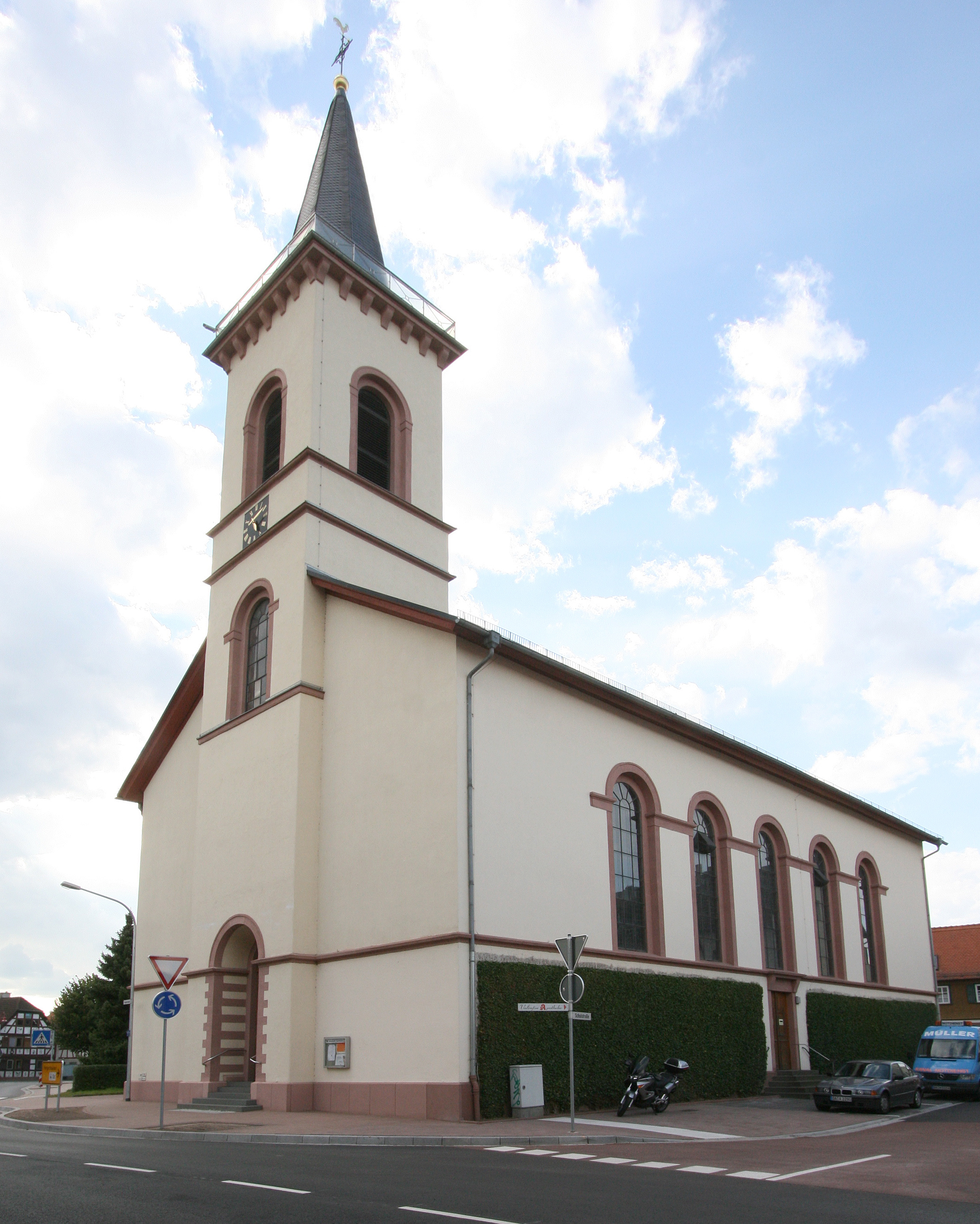
St. Sebastian (Eppertshausen)

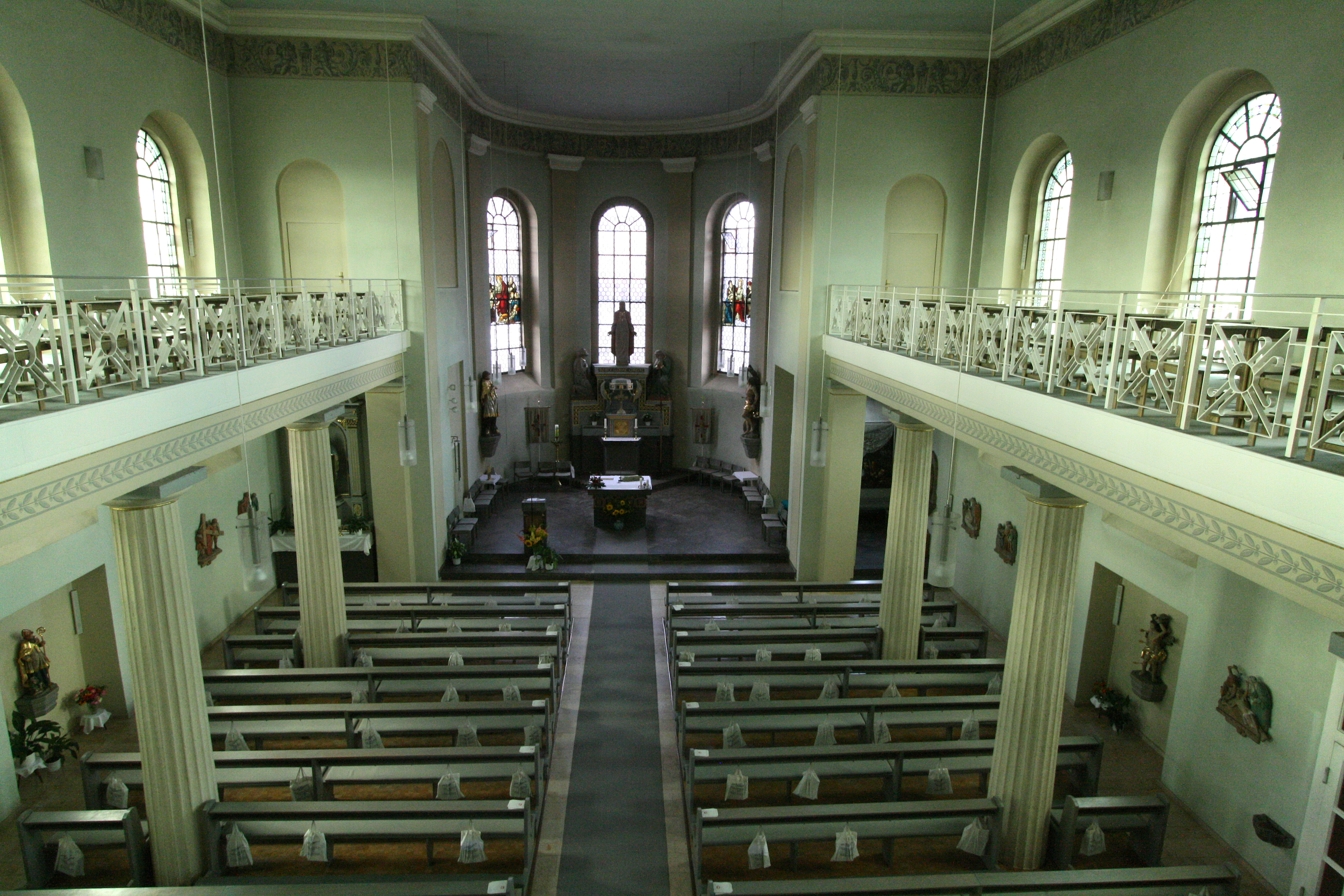
Innenraum der Kirche

Die römisch-katholische, denkmalgeschützte Kirche St. Sebastian steht in Eppertshausen, eine Gemeinde im Landkreis Darmstadt-Dieburg in Hessen. Die Pfarrei gehört zum Dekanat Dieburg im Bistum Mainz.

## Geschichte
1737 ließen die Freiherren von Groschlag eine barocke Kirche bauen, die nach ungefähr 100 Jahren wieder abgebrochen wurde. An gleicher Stelle wurde von 1827 bis 1832 die heutige Pfarrkirche errichtet. Die Pläne lieferte der Landesbaumeister Georg August Lerch, ein Schüler des Darmstädter Baumeisters Georg Moller.

## Beschreibung
Die klassizistische Saalkirche ist nach Norden ausgerichtet. Dort ist an das mit einem flachen Satteldach bedeckte Kirchenschiff der halbrunde Chor angebaut. Der Kirchturm mit einem spitzen, achtseitigen, schiefergedeckten Helm ist im Süden in das Kirchenschiff eingestellt und tritt nur wenig hervor. In seinem obersten Geschoss befindet sich der Glockenstuhl. Die Längswände des Kirchenschiffs haben je fünf Bogenfenster. Der mit einer Kassettendecke überspannte Innenraum hat an den Längsseiten Emporen auf kannelierten dorischen Säulen. Dadurch entsteht in der Wahrnehmung eine Hallenkirche mit drei Kirchenschiffen. Auf der Empore auf der Schmalseite steht die von Bernhard Dreymann 1837 gebaute Orgel, die 1975 durch die Firma Oberlinger umgebaut und erweitert wurde.